# Pyrgomorpha johnseni
Pyrgomorpha johnseni är en insektsart som beskrevs av Schmidt, G.H. 1999. Pyrgomorpha johnseni ingår i släktet Pyrgomorpha och familjen Pyrgomorphidae. Inga underarter finns listade i Catalogue of Life.